# Metacyclops oraemaris
Metacyclops oraemaris – gatunek widłonoga z rodziny Cyclopidae. Nazwa naukowa tego gatunku skorupiaków została opublikowana w 1994 roku przez brazylijskiego profesora zoologii Carlosa Eduarda Falavigna da Rocha z Universidade de São Paulo.